# یواس‌ال‌اچ‌تی امارانت
یواس‌ال‌ایچ‌تی امارانت (به انگلیسی: USLHT Amaranth) یک کشتی بود که طول آن ۱۶۶ فوت (۵۱ متر) بود. این کشتی در سال ۱۸۹۱ ساخته شد.